# ميخائيل بورنس (ممثل)
ميخائيل بورنس (بالإنجليزية: Michael Burns)‏ هو مؤرخ وممثل أمريكي، ولد في 30 ديسمبر 1947 في الولايات المتحدة.

## وصلات خارجية
- ميخائيل بورنس على موقع IMDb (الإنجليزية)
- ميخائيل بورنس على موقع قاعدة بيانات الفيلم (الإنجليزية)